# Tujetsch
Das Tujetsch ([ˈtuɪə̯tʃ]ⓘ, deutsch und bis 1976 offiziell Tavetsch) ist eine politische Gemeinde im Schweizer Kanton Graubünden. Sie liegt in der Region Surselva.

## Geographie
Das Gemeindegebiet liegt in der Cadi am Vorderrhein, erstreckt sich vom Oberalppass bis ausserhalb Bugnei, bildet den westlichsten Teil des Kantons Graubünden und grenzt an die Kantone Uri und Tessin. Auf dem Gipfel des Piz Alv findet sich ein Dreikantonseck zu den Kantonen Tessin und Uri.
Tujetsch umfasst die elf Fraktionen (talabwärts): Tschamut, Selva, Dieni, Rueras, Zarcuns, Camischolas, Gionda, Sedrun, Bugnei, Surrein, Cavorgia.
Der Tomasee (2345 m ü. M.) gilt als Quelle des Vorderrheins (rätoromanisch Rein anteriur). Von den Gletschern auf dem Gemeindegebiet ist der Maighelsgletscher der grösste. Auf dem Gemeindegebiet liegen auch die 2310 Meter hoch gelegene Maighelshütte und der Berg Crispalt (3076 m ü. M.).

## Geschichte

Luftbild von Werner Friedli (1969)

Zahlreiche der Orientierung dienende Megalithen und Schalensteine entlang den alten Saumwegen deuten darauf hin, dass die Passübergänge des Tujetsch bereits in prähistorischer Zeit von Bedeutung waren. Der Oberalp- und der Chrüzlipass hatten für das Tujetsch bis im Spätmittelalter dieselbe Bedeutung. Das bewaldete Tal wurde nach der Gründung des Klosters Disentis im 8. Jahrhundert kolonisiert und gehörte zur Cadi. Es entstanden weit verstreute Hofsiedlungen. In den romanischen Siedlungen im Talgrund lebten neben Freien und Eigenleuten der Abtei Disentis und um 1300 auch solche des Klosters Wettingen. Im 12. Jahrhundert wanderten die Walser über den Oberalppass und liessen sich im oberen Tujetsch nieder. Im Spätmittelalter kamen sie vom Val Medel in den Raum Surrein/Cavorgia. Sie assimilierten sich, doch blieben zahlreiche deutsche Orts-, Flur- und Familiennamen erhalten. Die im 15. und 16. Jahrhundert dokumentierten 66 Siedlungen gingen auf elf zurück, die meisten verschwanden im 18. Jahrhundert.
Im 13. und 14. Jahrhundert amtierten die von Pontaningen als Ministeriale der Abtei. 1325 sind die vicini de Tuvez urkundlich bezeugt, 1371 wurde ein Bauer aus Cavorgia erster Landammann der Cadi. Im Gericht der Cadi war Tujetsch der zweite Hof. 1380 wurden die ersten Alpkorporationen gegründet. 1390 fand der Auskauf des klösterlichen Schafzinses, 1622 der Zehnten auf die Güter denter auas (zwischen den Wassern) und 1745/1755 aller Zehnten statt. Die letzten Abgaberechte der Abtei verfielen 1866. Im 18. Jahrhundert zogen die Bergbauern allmählich ins Tal hinunter und bildeten einzelne Dörfer. Sedrun, wo 1205 die Pfarrkirche eingeweiht wurde, wurde zum Hauptort des Tujetsch. Ein Dorf Tujetsch hat es nie gegeben.
Tujetsch war bis um 1950 eine Bauerngemeinde. Im Spätmittelalter und in der frühen Neuzeit war die Zucht des 1940 verschwundenen sogenannten Tavetscher Schafs, die kleinste Schafrasse der Schweiz. wirtschaftlich bedeutend. Die 1954 im Tierpark Lange Erlen in Basel ausgestorbenen Tiere glichen den kleinen, robusten Schafen der Jungsteinzeit, bei denen auch die weiblichen Tiere gehörnt waren. Seit 1984 werden durch die Stiftung ProSpecieRara tavetscherähnliche Schafe mit nicht eingekreuzten Beständen aus Vrin und dem Medels rückgezüchtet.
Die Tujetscher Klosteralpen wurden ab dem Spätmittelalter auch von Bauern aus der Leventina und Ursern genutzt. Für das 17. Jahrhundert ist Erzabbau dokumentiert, ab Mitte 18. Jahrhundert setzte die Produktion von Specksteinöfen ein, 1863 bis 1920 war die Töpferei ein Wirtschaftszweig. Tujetsch hat eine lange Abwanderungstradition, unter anderem reisten 1850 200 Personen in die USA und 119 nach Bayern aus. Hinzu kam im 19. Jahrhundert die landwirtschaftliche Saisonarbeit der Kinder in süddeutsche Gebiet (Schwabengängerei). Einen ersten, bescheidenen Tourismus brachten 1863 bis 1865 die neue Oberalpstrasse und 1926 die Furka-Oberalp-Bahn. Mit der Eröffnung der Skischule 1929 und dem Bau von Skiliften 1956 bis 1962 entwickelte sich Tujetsch zur Tourismusdestination. Im Fremdensverkehrsjahr 2001/2002 wurden in der Val Tujetsch 216'090 Logiernächte registriert, davon 36'306 in Hotels. Weitere Erwerbsmöglichkeiten boten im 20. Jahrhundert das Baugewerbe und eine Klingenfabrik. 1957 bis 1967 entstanden die Wasserkraftwerke im Val Nalps und im Val Curnera mit Zentrale bei Sedrun. Seit 1964 existiert eine Gemeindebauordnung, seit 1972 eine Ortsplanung und 1982 wurde die Güterregulierung in Angriff genommen. Die Schulen sind seit 1968 in Sedrun und Rueras zentralisiert.

## Wappen
| Wappen von Tujetsch | Blasonierung: «In Rot eine silberne durch zwei Türme befestigte Brücke»                                                                                 |
| Wappen von Tujetsch | Die Gemeinde führt das Wappen der Familie Pontaningen. Abt Peter von Pontaningen war der erste Siegler des Bundesbriefes des Oberen oder Grauen Bundes. |

## Bevölkerung
| Bevölkerungsentwicklung | Bevölkerungsentwicklung | Bevölkerungsentwicklung | Bevölkerungsentwicklung | Bevölkerungsentwicklung | Bevölkerungsentwicklung | Bevölkerungsentwicklung | Bevölkerungsentwicklung | Bevölkerungsentwicklung | Bevölkerungsentwicklung | Bevölkerungsentwicklung | Bevölkerungsentwicklung |
| ----------------------- | ----------------------- | ----------------------- | ----------------------- | ----------------------- | ----------------------- | ----------------------- | ----------------------- | ----------------------- | ----------------------- | ----------------------- | ----------------------- |
| Jahr                    | 1718                    | 1835                    | 1850                    | 1900                    | 1950                    | 1960                    | 1980                    | 2000                    | 2003                    | 2010                    | 2020                    |
| Einwohner               | 832                     | 1121                    | 979                     | 810                     | 1122                    | 1957 (Kraftwerkbau)     | 1855                    | 1525                    | 1739                    | 1732                    | 1183                    |

Die Bevölkerung spricht den lokalen rätoromanischen Dialekt, das Tuatschin. Schriftsprache ist das Idiom Sursilvan.

## Wirtschaft

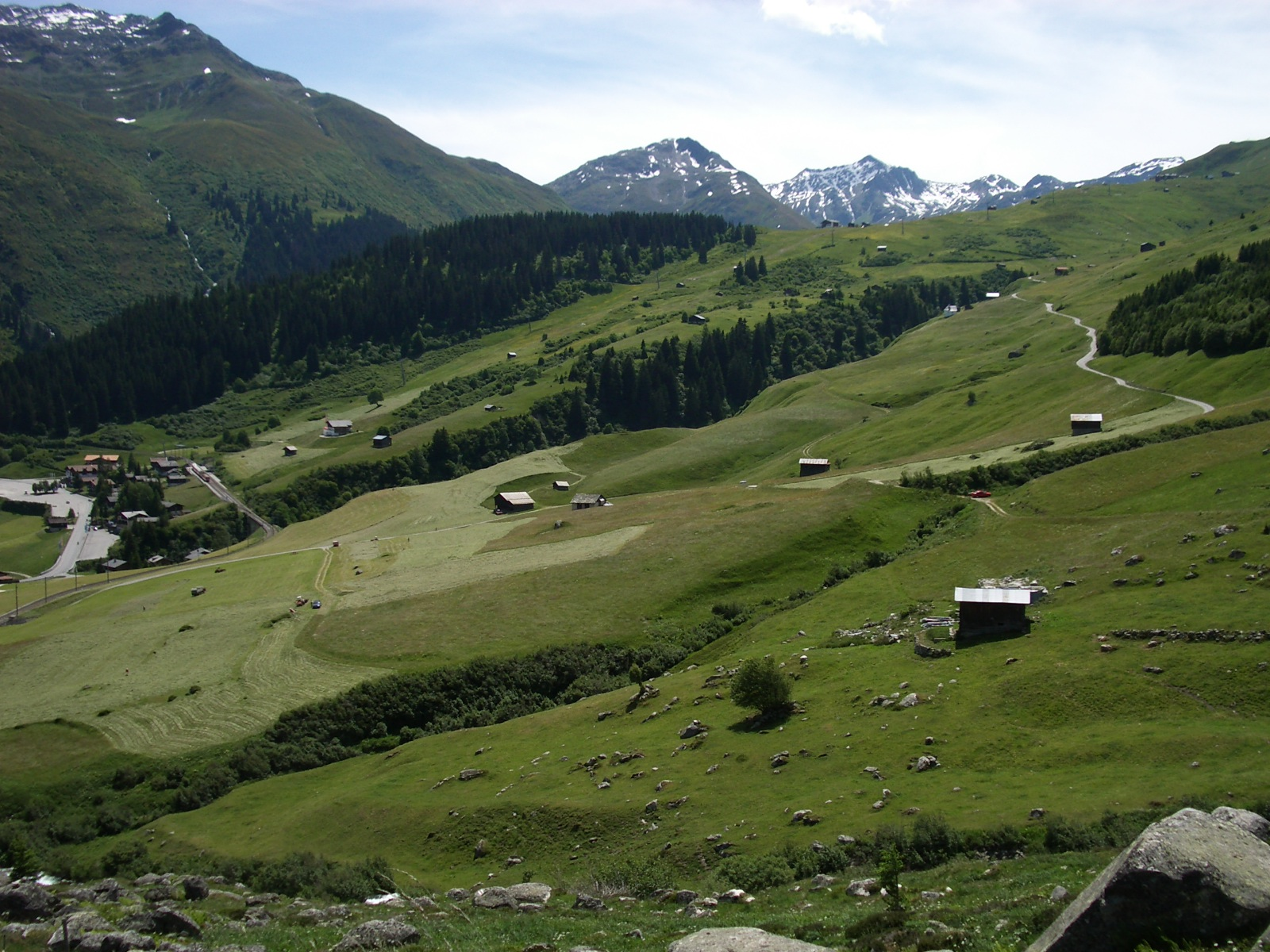
Bergheuet ob Dieni mit Badus rechts

Die alpwirtschaftliche Nutzfläche von 5650 ha, 700 ha Wiesen und Äcker und 1351 ha Wald werden von 70 Beschäftigten in 34 Betrieben der Land- und Forstwirtschaft bearbeitet.
211 Beschäftigte arbeiten in 27 Industrie- und Gewerbebetrieben und 374 Beschäftigte in 78 Dienstleistungsbetrieben der Tourismusbranche (Stand 2002).
Nach dem Tavetsch benannt sind auch die noch jährlich 20–30 hergestellten Tavetscher-Öfen aus Speckstein, der auf 2153 m im Steinbruch Calmut am Oberalppass abgebaut wird.
Auf dem Gemeindegebiet von Tujetsch liegen die beiden Stauseen Lai da Nalps und Lai da Curnera. Die Wasserzinsen sind eine wichtige Einnahmequelle der Gemeinde.

### Tourismus
Eine der Haupteinnahmequellen der Bevölkerung bildet der Winter- und Sommertourismus. Die systematische Erschliessung des Skigebietes begann 1962 mit dem Bau der Skilifte Dieni-Milez. Ab 2014 wurde es mit den Skigebieten oberhalb von Andermatt zur SkiArena Andermatt-Sedrun ausgebaut.
Vom Tujetsch aus können folgende Dreitausender bestiegen werden:
Oberalpstock 3327 m, Kleiner Piz Tgietschen 3096 m, Piz Giuv 3096 m, Piz Crispalt 3076 m,
Giufstöckli 3061 m, Piz Nair 3059 m, Piz Gannaretsch 3039 m, Piz Ault 3027 m, Piz Blas 3018 m, Witenalpstock 3016 m, Piz Rondadura 3015 m, Piz Uffiern 3013 m, Brichplanggenstock 3011 m, Piz Ravetsch 3007 m, Badus (Six Madun) 2928 m
Die wichtigsten Passübergänge zu Fuss sind der Passo Bornengo (2631 m) nach Airolo, der Lolenpass (2399 m) und Maighelspass (2420 m) nach Andermatt und der Chrüzlipass (2347 m) nach Bristen. Die SAC-Hütten Badus, Maighels, Etzli, Cavardiras und Cadlimo können bei den Wanderungen und Bergbesteigungen als Unterkunft dienen.

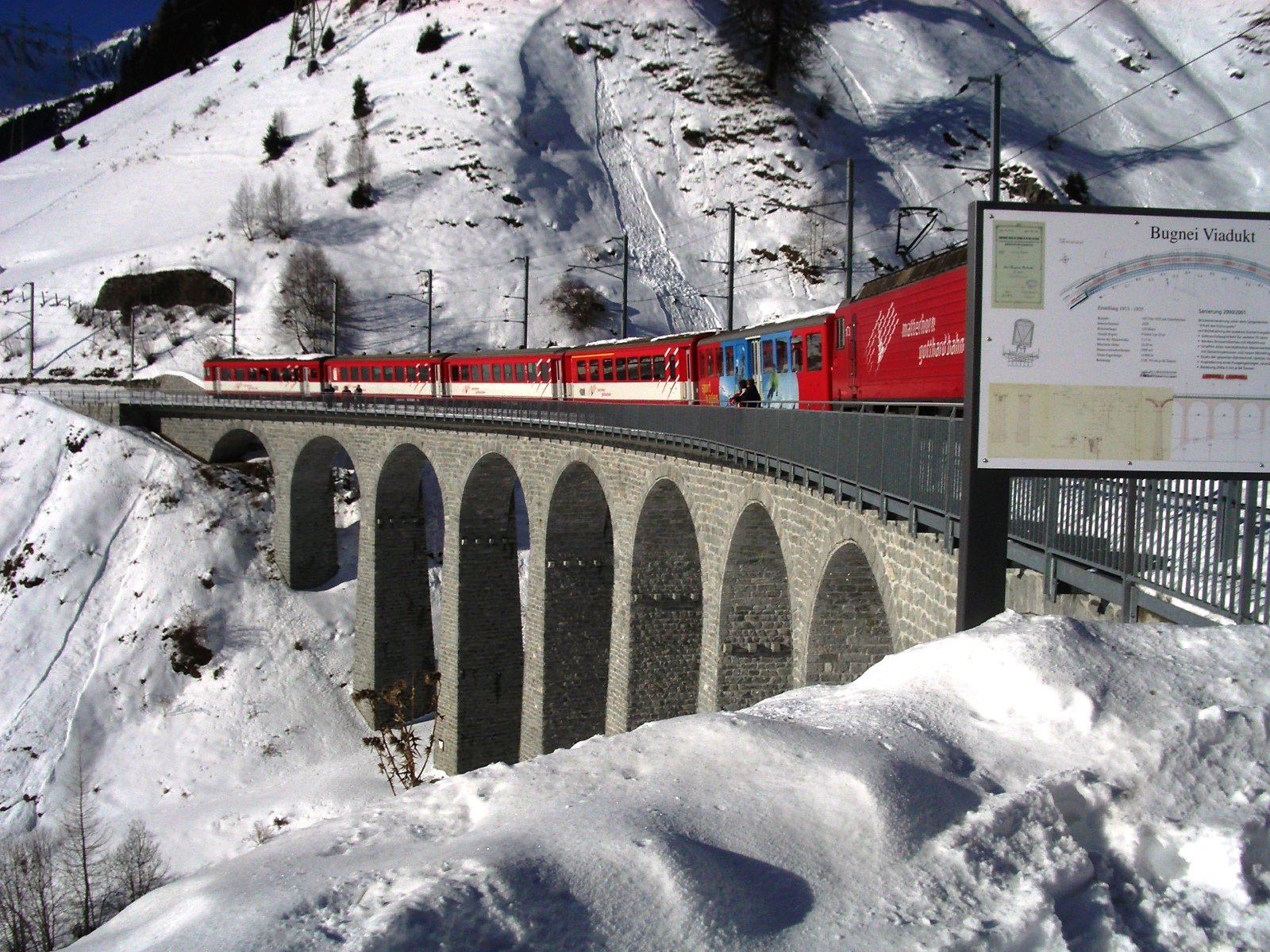
Bugnei-Viadukt mit einem Zug der Matterhorn-Gotthard-Bahn

Die Senda Sursilvana, ein Fernwanderweg entlang des jungen Rheins, führt vom Oberalppass her durch das Tujetsch in Richtung Chur.

### Verkehr
Die Furka-Oberalp-Bahn, seit 2003 Matterhorn-Gotthard-Bahn, wurde 1925 erstmals auf der Gesamtstrecke von Brig bis Disentis/Mustér befahren. Die Bahn ist die einzige wintersichere Verbindung nach Westen, die Strasse über den Oberalppass ist im Winter geschlossen.
Der Kanton Graubünden, die Region Surselva und die Gemeinde Tujetsch beschlossen am 13. September 2007, das Projekt Porta Alpina nicht zu realisieren.

## Sehenswürdigkeiten

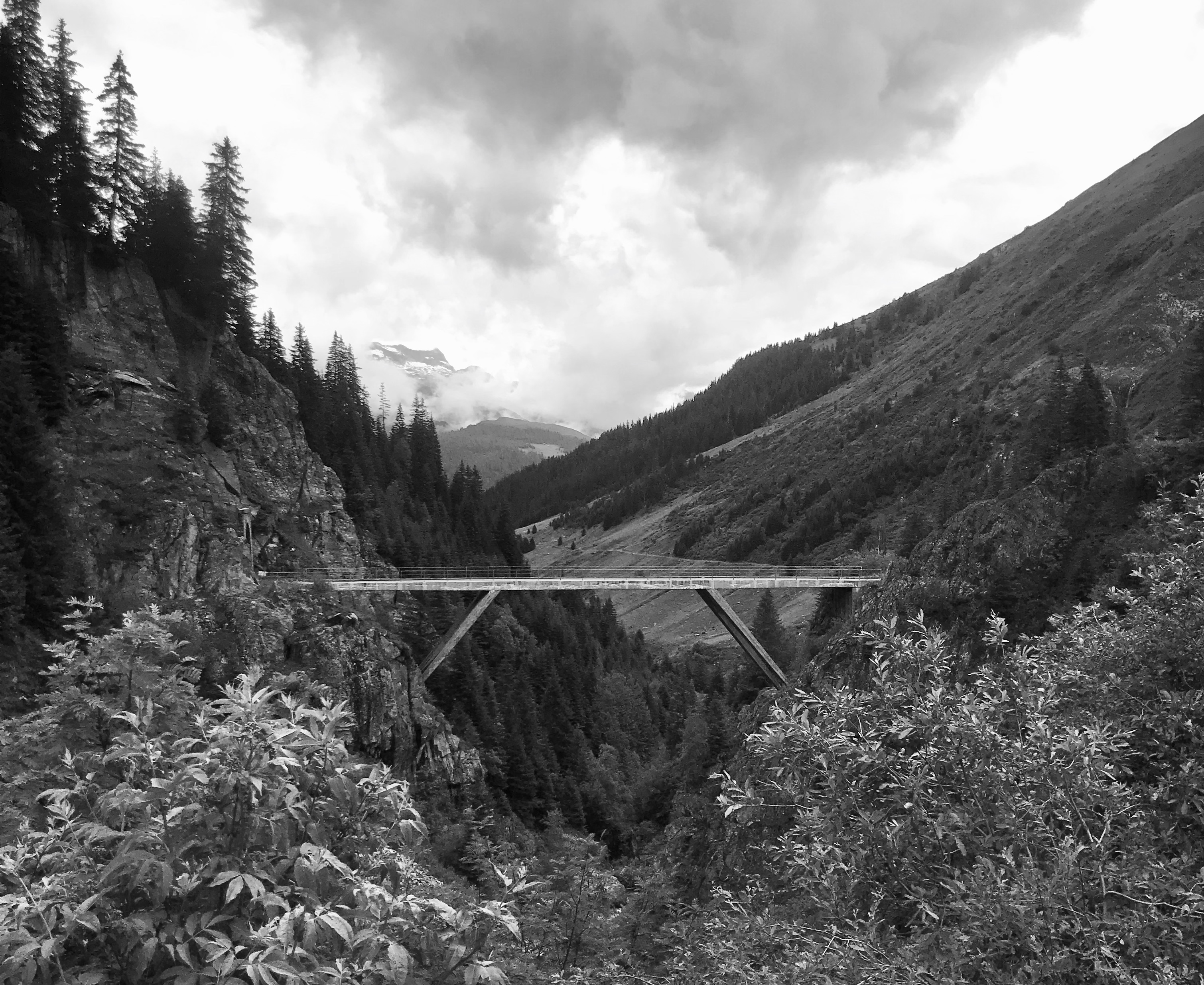
Punt da Nalps

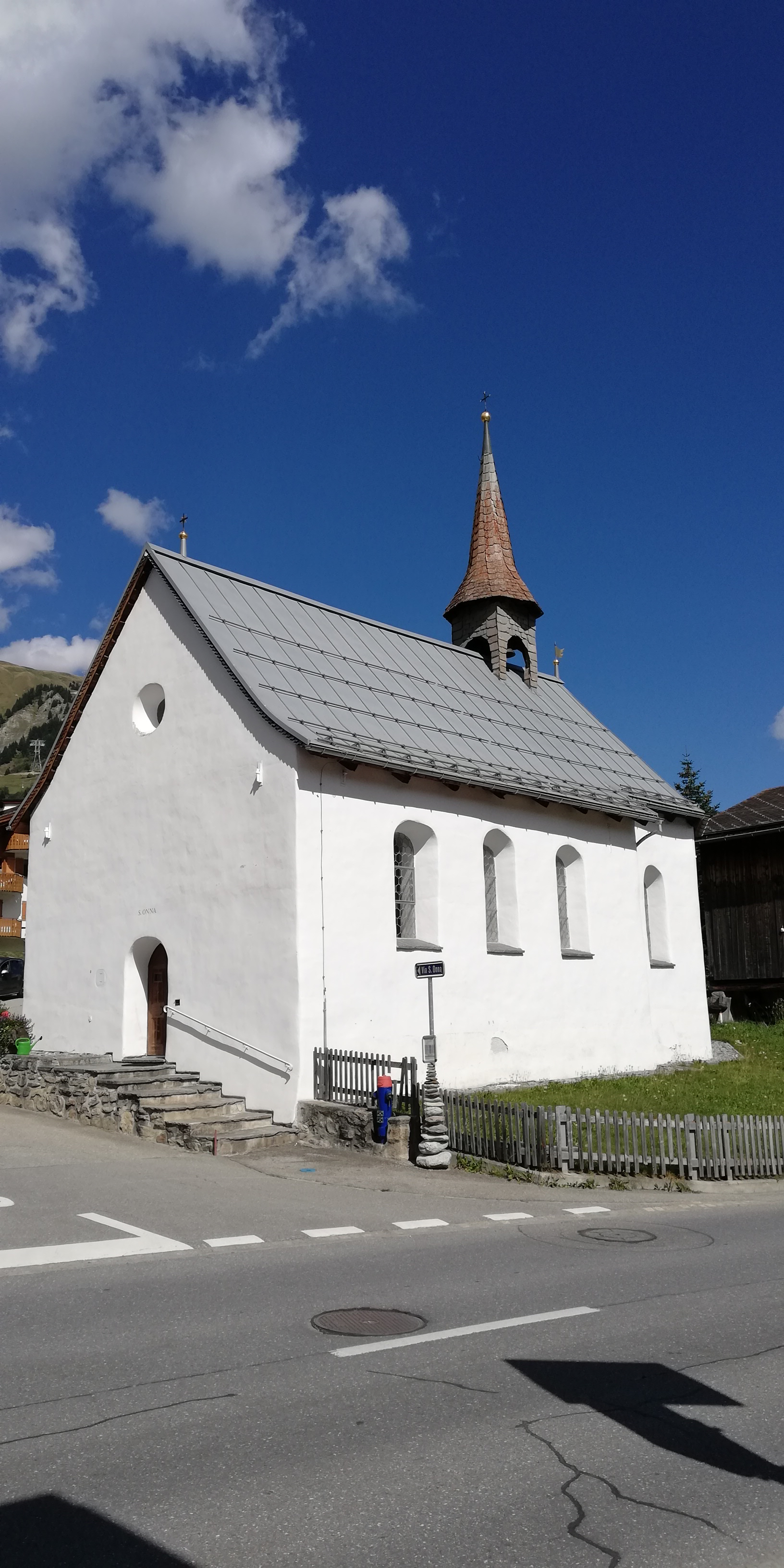
Kapelle Sankta Anna

- katholische Pfarrkirche Sankt Vigilius in Sedrun[11]
- Baselgia Sogn Giachen e Cristoffel in Rueras[12]
- Kapelle St. Nikolaus in Tschamut[13]
- Kapelle St. Anna in Camischolas[14]
- Punt da Nalps, 1957, von Ingenieur Emil Schubiger und Lehrgerüst von Richard Coray[15][16]

## Bilder

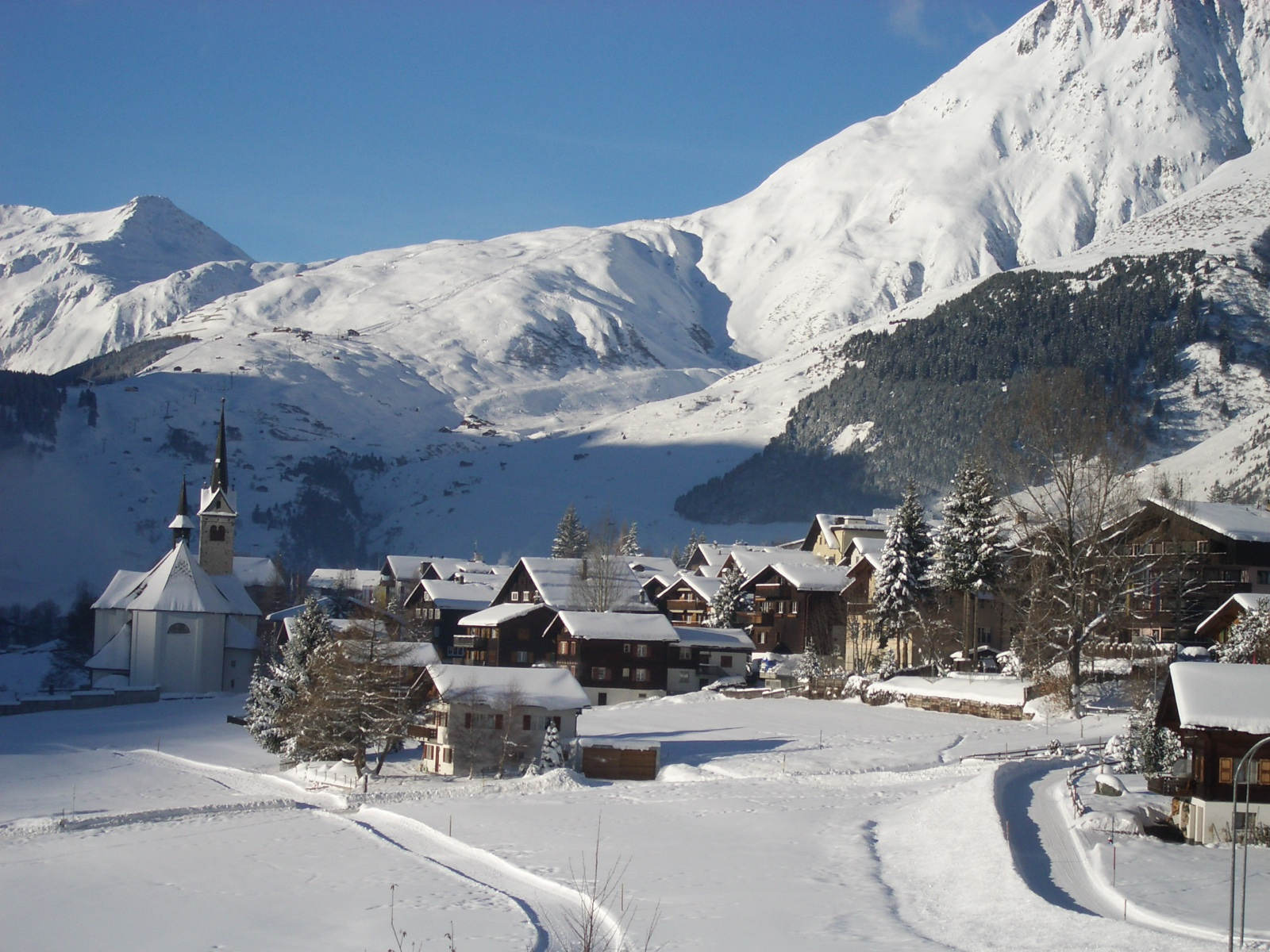
Sedrun mit dem Skigebiet Dieni-Milez im Hintergrund
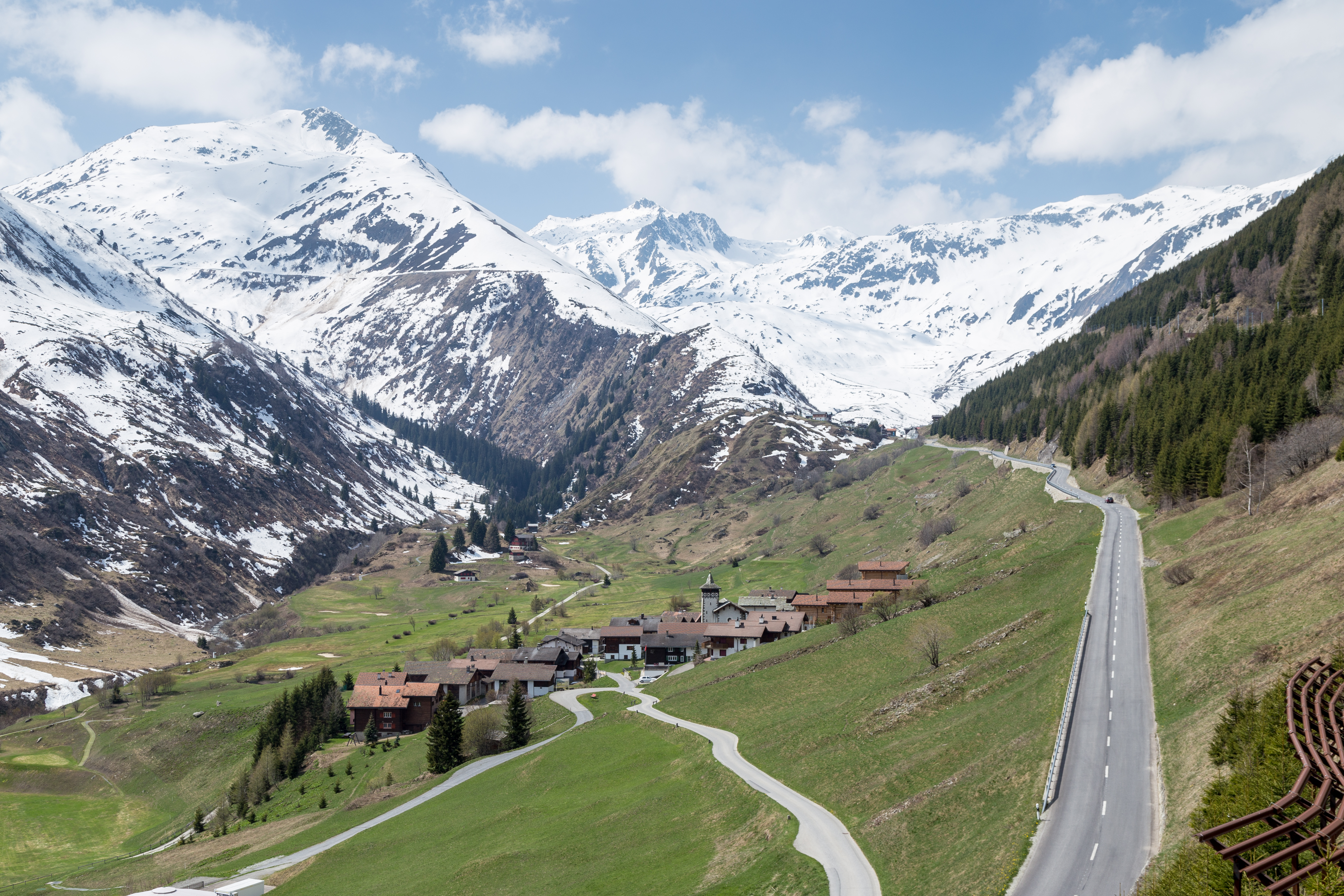
Tschamut
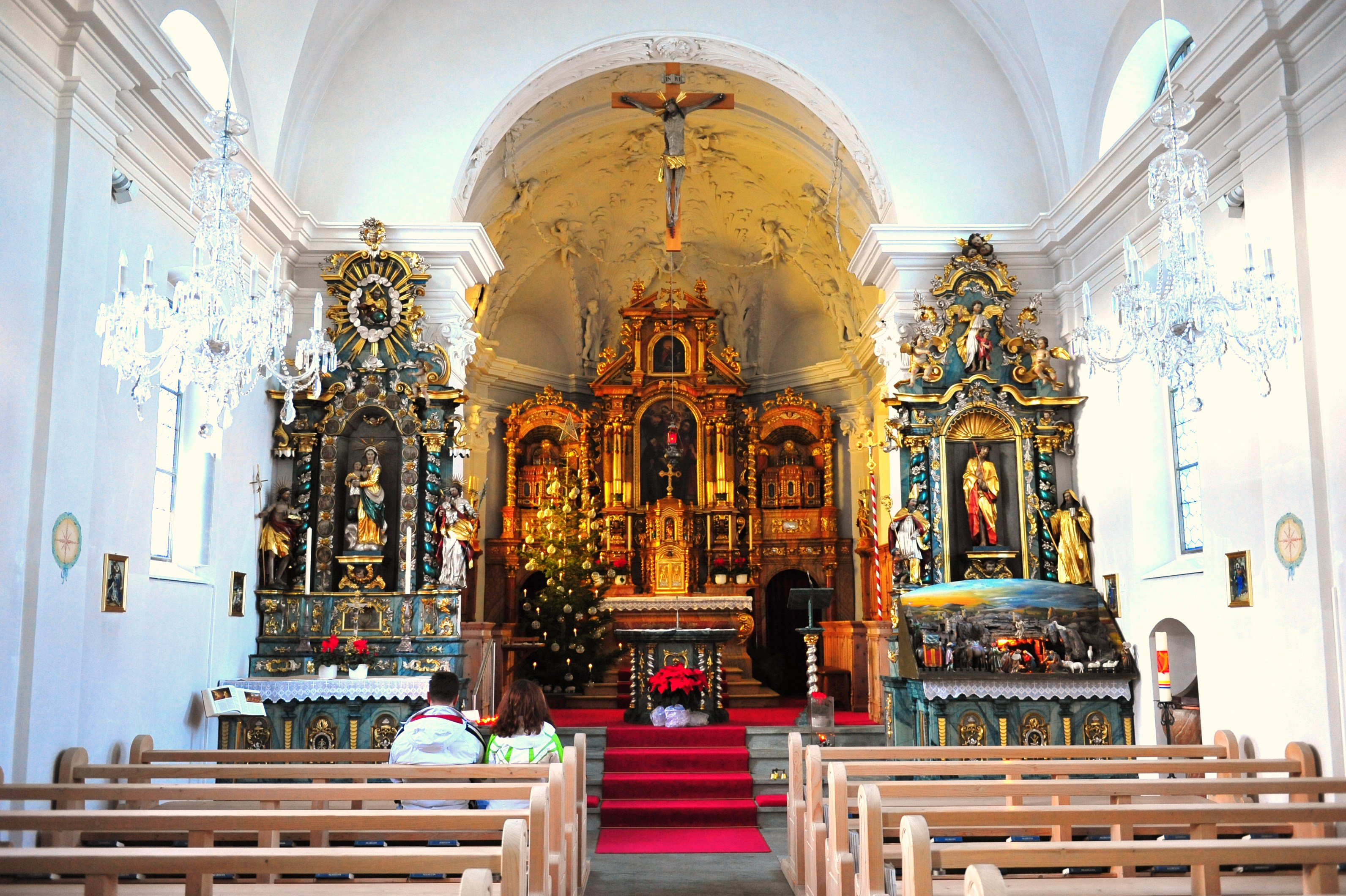
Baselgia Sogn Giachen e Cristoffel (St. Jakob und St. Christophorus), Rueras
Luftbild aus Nordost 2000 m von Walter Mittelholzer von 1923

## Persönlichkeiten
- Paolo Dominici (* um 1555 in Rom; † 1618 in Lwiw), Bildhauer, Architekt[17][18]
- Baseli Berther (1858–1931), Benediktinerpater
- Vigeli Monn, geboren als Dietrich Monn (* 1965), römisch-katholischer Ordenspriester, Abtpräses der Schweizerischen Benediktinerkongregation